# Akihito (cesarz)
Akihito (jap. 上皇明仁 jōkō Akihito; ur. 23 grudnia 1933 w Tokio) – 125. cesarz, głowa państwa japońskiego w latach 1989–2019. Jest pierwszym władcą tego kraju od przeszło 200 lat, który abdykował. Ceremonia abdykacji odbyła się w Pałacu Cesarskim w Tokio w dniu 30 kwietnia 2019 roku. Nosi obecnie tytuł „emerytowanego cesarza” (上皇, jōkō).
Wraz z końcem jego panowania zakończyła się era Heisei.

## Życiorys

### Do czasu objęcia tronu
Akihito urodził się 23 grudnia 1933 roku jako piąte dziecko (pierwszy syn) cesarza Hirohito (Shōwa) i cesarzowej Nagako (Kōjun). W 1936 roku, w wieku trzech lat, został odseparowany od swych rodziców.
Wykształcenie podstawowe i średnie zdobył w Gakushūin. W 1944 roku Akihito wraz ze swym młodszym bratem został ewakuowany do Nikkō po niespodziewanym ataku amerykańskich bombowców na Tokio. W latach 1947–1950 książę Akihito uczył się języka angielskiego, a jego nauczycielką była Elizabeth Gray Vining. 10 listopada 1951 roku Akihito otrzymał Wielką Wstęgę Najwyższego Orderu Chryzantemy.
W 1952 roku odbyła się ceremonia z okazji osiągnięcia przez niego pełnoletniości oraz ogłoszenia go następcą tronu. W dniu 2 czerwca 1953 roku reprezentował on Japonię na uroczystości koronacji królowej Wielkiej Brytanii, Elżbiety II. Była to jego pierwsza zamorska podróż jako następcy tronu. Podczas tej samej uroczystości król Norwegii, Haakon VII, nadał mu Krzyż Wielki Orderu Św. Olafa.
W latach 1952–1956 studiował nauki polityczne i ekonomiczne na Uniwersytecie Gakushūin. W uzupełnieniu swoich studiów cesarz Akihito otrzymał wykształcenie specjalistyczne w takich dziedzinach, jak historia Japonii i prawo konstytucyjne.
W dniu 10 kwietnia 1959 roku, mimo negatywnej opinii swojego ojca i rodziny panny młodej, Akihito wziął ślub z Michiko Shōdą, córką japońskiego przemysłowca z branży młynarskiej . Zgodnie z prawem dworu cesarskiego, Rada Dworu Cesarskiego (której przewodniczy premier) udzieliła zgody na zawarcie tego małżeństwa.
Do czasu intronizacji Akihito pełnił szereg funkcji reprezentacyjnych jako następca tronu. Złożył oficjalne wizyty w następujących krajach: Afganistan, Arabia Saudyjska, Australia, Argentyna, Belgia, Brazylia, Bułgaria, Dania, Etiopia, Filipiny, Finlandia, Hiszpania, Indie, Indonezja, Iran, Irlandia, Jordania, Jugosławia, Kenia, Malezja, Meksyk, Nepal, Nowa Zelandia, Norwegia, Pakistan, Paragwaj, Peru, Polska, Rumunia, Senegal, Singapur, Sri Lanka, Stany Zjednoczone, Szwecja, Tajlandia, Tanzania, Wielka Brytania i Zair. Był też honorowym przewodniczącym na wielu imprezach i igrzyskach sportowych.

### Akihito jako cesarz
7 stycznia 1989 roku zmarł cesarz Hirohito i Akihito został 125. cesarzem Japonii, kontynuatorem nieprzerwanej od setek lat dynastii. Ceremonia intronizacji Akihito odbyła się w Tokio 12 listopada 1990 roku. Nowy cesarz ogłosił okres swojego panowania erą Heisei (平成), co znaczy „pokój wszędzie”. Inspiracją były klasyczne dzieła chińskie „Zapiski historyka” i „Księga dokumentów”.
Wbrew wcześniejszym przypuszczeniom nie zaprzestał zagranicznych podróży. Jako głowa państwa odwiedził ponad 40 krajów, a wraz ze swą małżonką odbył 6 oficjalnych podróży. W 1998 roku królowa Wielkiej Brytanii Elżbieta II nadała cesarzowi Akihito Order Podwiązki. Ponadto został odznaczony Orderem Wschodzącego Słońca i Orderem Świętego Skarbu.
7 lipca 2005 roku Akihito wraz z małżonką odwiedził wyspę Saipan, gdzie w czerwcu 1944 roku rozegrała się ogromna bitwa. Zginęło tam ponad 40 tysięcy Japończyków. Cesarz odwiedził najważniejsze miejsca, złożył kwiaty i modlił się na grobach żołnierzy japońskich i amerykańskich. Wygłosił kilka ważnych przemówień, w których przeprosił Stany Zjednoczone i państwa wschodnioazjatyckie za zbrodnie, których Japończycy dopuścili się podczas II wojny światowej. Wydarzenie to było bardzo szeroko komentowane w prasie japońskiej i dalekowschodniej.
23 grudnia 2001, podczas corocznego spotkania z dziennikarzami z okazji swoich urodzin, Akihito odpowiadając na pytania o napięcia w stosunkach z Koreą powiedział, że czuje „pewne pokrewieństwo z Koreańczykami”. Wyjaśnił, iż zgodnie z zapisem w kronice Shokunihongi (797), matka cesarza Kammu (736–806) była spokrewniona z królem koreańskiego państwa Baekje (lub Paekche), Muryeongiem.
Cesarz wspomniał także o wielkiej roli Korei w rozwoju kultury, języka i buddyzmu w Japonii, co miało pozytywny wpływ na stosunki japońsko-południowokoreańskie na rok przed mistrzostwami świata w piłce nożnej, organizowanymi wspólnie przez Japonię i Republikę Korei w 2002 roku.
W lipcu 2002 cesarz Akihito, wraz z małżonką, odbył podróż do Polski na zaproszenie prezydenta Aleksandra Kwaśniewskiego. 3 lipca zarówno on, jak i jego małżonka, zostali odznaczeni Orderem Orła Białego.
W lipcu 2016 Akihito miał poinformować o zamiarze abdykacji, nie precyzując jednak jeszcze daty przekazania Chryzantemowego Tronu swojemu następcy, księciu Naruhito. 8 sierpnia 2016 cesarz wygłosił orędzie do narodu, w którym wyraził nadzieję na zrozumienie jego woli abdykowania. 30 kwietnia 2019 zgodnie z decyzją z dnia 1 grudnia 2017 abdykował na rzecz swojego syna Naruhito.
Agencja Dworu Cesarskiego ogłosiła w dniu 25 lutego 2019 roku, że po abdykacji cesarz Akihito będzie posiadał tytuł 上皇陛下 (Jōkō Heika), po angielsku „His Majesty the Emperor Emeritus”, a cesarzowa Michiko – 上皇后陛下 (Jōkōgō Heika) „Her Majesty the Empress Emerita”.
Zasadnicza ceremonia abdykacji (Taiirei-Seiden-no-Gi) miała miejsce w dniu 30 kwietnia 2019 roku, w sali Matsu-no-Ma głównego budynku kompleksu pałacowego.

### Działalność naukowa
Cesarz jest z zamiłowania ichtiologiem. Kontynuuje w ten sposób tradycje naukowe w rodzinie – jego ojciec, cesarz Hirohito specjalizował się w badaniu meduz. Akihito przez wiele lat prowadził badania taksonomiczne nad rybami babkowatymi (Gobiidae) i dziś jest uznanym ekspertem w tej dziedzinie. Odkrył 10 nowych gatunków babki. W 2005 nowo opisana babka została nazwana na jego cześć Exyrias akihito, a w 2007 jego imię otrzymał również rodzaj babki pochodzący z Vanuatu. W 2021 Imperial Household Agency ogłosił, że Akihito odkrył dwa nowe gatunki babki. Odkrycie zostało skatalogowane w anglojęzycznym czasopiśmie opublikowanym przez Japońskie Towarzystwo Ichtiologiczne.
Do czasu intronizacji w latach 1963-1989 opublikował 30 artykułów w czasopiśmie Japońskiego Towarzystwa Ichtiologicznego „Japanese Journal of Ichthyology”. Publikował również w czasopismach „Gene” i „Ichthyological Research”. Jest współautorem pierwszej, ilustrowanej książki o rybach występujących w wodach Japonii Ryby Archipelagu Japońskiego wydanej w 1984. W 1986 został honorowym członkiem London Linnean Society za swoje badania w tej dziedzinie. Należy do licznych klubów i stowarzyszeń zajmujących się tą dziedziną nauki (m.in.: Londyńskiego Towarzystwa Zoologicznego, Instytutu Badawczego Nauk Przyrodniczych Argentyny). 
Napisał również artykuły o historii nauki w epoce Edo i Meiji, które zostały opublikowane w czasopismach „Science” i „Nature”. 
Naukowo pracuje również jego młodszy syn, książę Akishino, który studiował taksonomię ryb w St John’s College w Oksfordzie, a następnie ukończył doktorat z ornitologii. Obecnie pełni funkcję prezesa Instytutu Ornitologii Yamashina oraz Japońskiego Stowarzyszenia Ogrodów Zoologicznych i Akwariów.

## Galeria

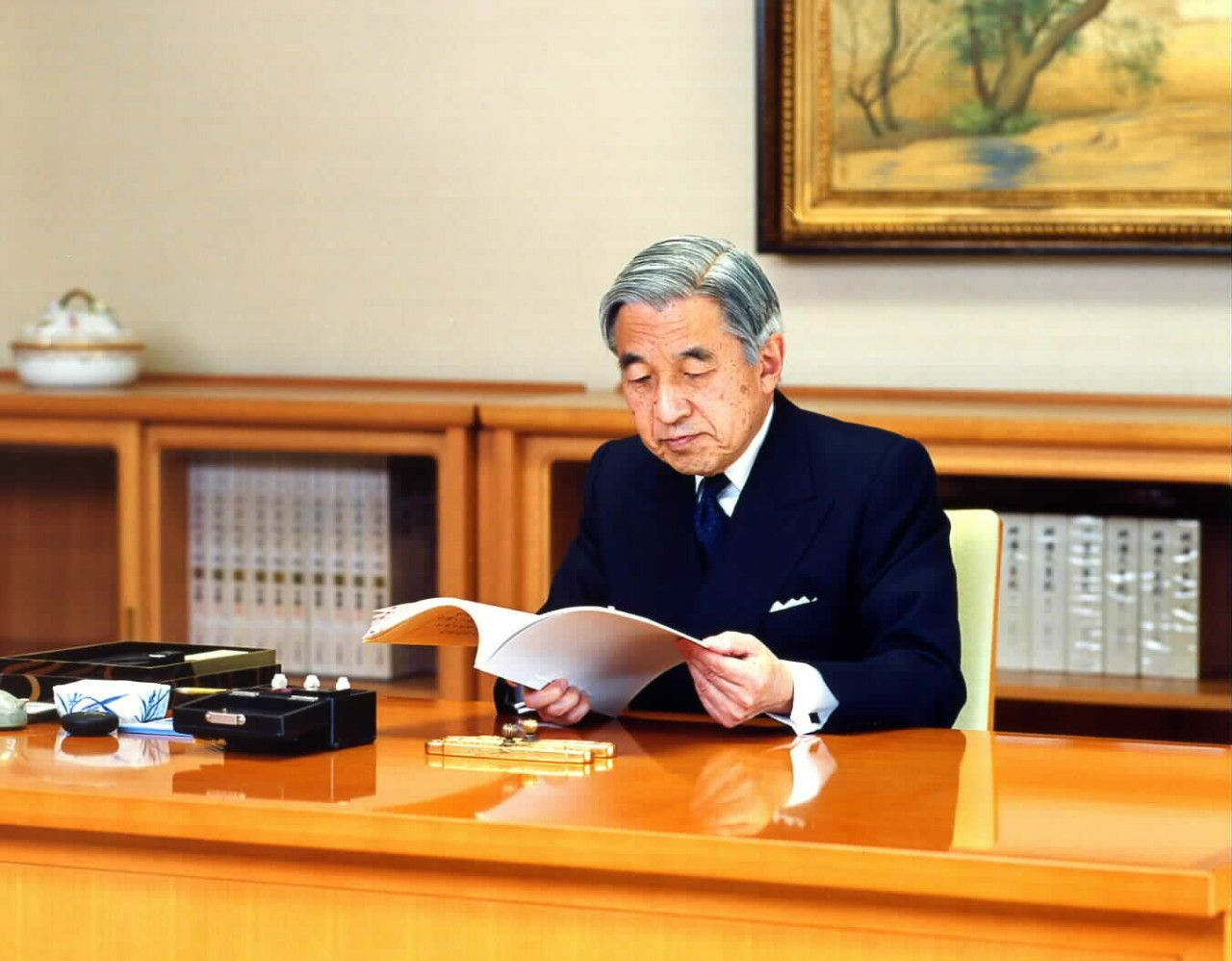
Akihito w swoim biurze, 2003
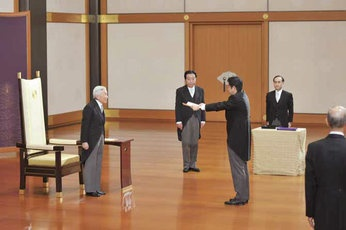
Cesarz wręcza Shinzō Abe nominację na stanowisko premiera, 2012
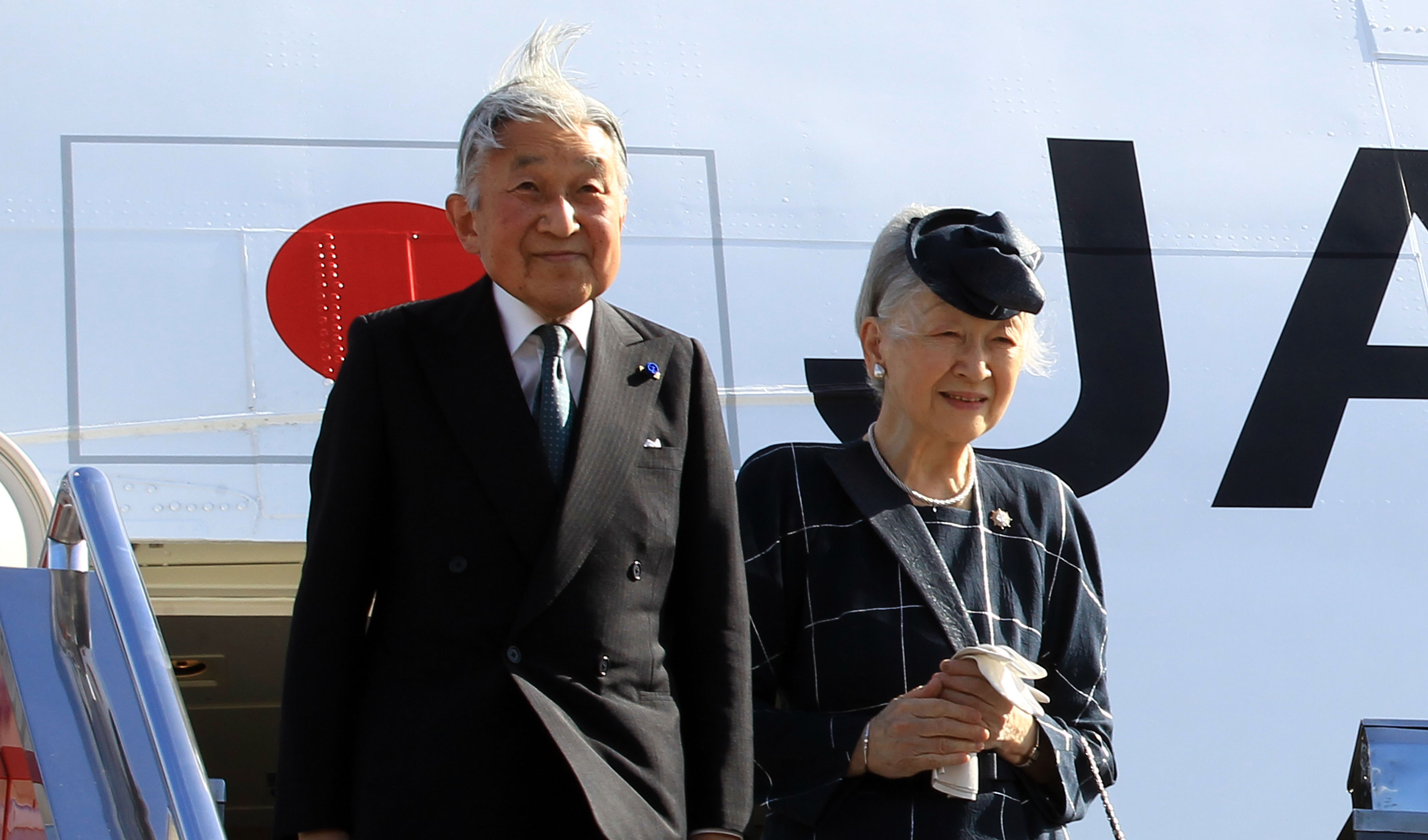
Para cesarska w Manili, 2016

## Rodzina cesarska
| Yoshihito 大正天皇 ur. 31 sierpnia 1879 zm. 25 grudnia 1926 | Yoshihito 大正天皇 ur. 31 sierpnia 1879 zm. 25 grudnia 1926 |                                                            |                                                            | Sadako Kujō 九条 節子 ur. 25 lipca 1884 zm. 17 maja 1951 | Sadako Kujō 九条 節子 ur. 25 lipca 1884 zm. 17 maja 1951 |  |  | Kuniyoshi Ō Kuni no Miya 久邇宮 邦彦王 ur. 23 czerwca 1873 zm. 29 czerwca 1929 | Kuniyoshi Ō Kuni no Miya 久邇宮 邦彦王 ur. 23 czerwca 1873 zm. 29 czerwca 1929 |                                                           |                                                           | Chikako Kuniyoshi Ōhi 邦彦王妃 俔子 ur. 19 października 1879 zm. 10 września 1956 | Chikako Kuniyoshi Ōhi 邦彦王妃 俔子 ur. 19 października 1879 zm. 10 września 1956 |
|                                                             |                                                             |                                                            |                                                            |                                                          |                                                          |  |  |                                                                                |                                                                                |                                                           |                                                           |                                                                                   |                                                                                   |
|                                                             |                                                             |                                                            |                                                            |                                                          |                                                          |  |  |                                                                                |                                                                                |                                                           |                                                           |                                                                                   |                                                                                   |
|                                                             |                                                             | Hirohito 昭和天皇 ur. 29 kwietnia 1901 zm. 7 stycznia 1989 | Hirohito 昭和天皇 ur. 29 kwietnia 1901 zm. 7 stycznia 1989 |                                                          |                                                          |  |  |                                                                                |                                                                                | Joō Nagako 良子 女王 ur. 6 marca 1903 zm. 16 czerwca 2000 | Joō Nagako 良子 女王 ur. 6 marca 1903 zm. 16 czerwca 2000 |                                                                                   |                                                                                   |
|                                                             |                                                             |                                                            |                                                            |                                                          |                                                          |  |  |                                                                                |                                                                                |                                                           |                                                           |                                                                                   |                                                                                   |
|                                                             |                                                             |                                                            |                                                            |                                                          |                                                          |  |  |                                                                                |                                                                                |                                                           |                                                           |                                                                                   |                                                                                   |
|                                                             |                                                             |                                                            |                                                            |                                                          |                                                          |  |  |                                                                                |                                                                                |                                                           |                                                           |                                                                                   |                                                                                   |

|  |  | Michiko Shōda 正田 美智子 ur. 20 października 1934 | Michiko Shōda 正田 美智子 ur. 20 października 1934 | Akihito 明仁 ur. 23 grudnia 1933       | Akihito 明仁 ur. 23 grudnia 1933       |                                              |                                              |  |  |  |
|  |  |                                                    |                                                    |                                        |                                        |                                              |                                              |  |  |  |
|  |  |                                                    |                                                    |                                        |                                        |                                              |                                              |  |  |  |
|  |  |                                                    |                                                    |                                        |                                        |                                              |                                              |  |  |  |
|  |  | Naruhito 徳仁親王 ur. 23 lutego 1960               | Naruhito 徳仁親王 ur. 23 lutego 1960               | Fumihito 文仁親王 ur. 11 września 1965 | Fumihito 文仁親王 ur. 11 września 1965 | Sayako Kuroda 黒田 清子 ur. 18 kwietnia 1969 | Sayako Kuroda 黒田 清子 ur. 18 kwietnia 1969 |  |  |  |

|  |

Emerytowani cesarz Akihito i cesarzowa Michiko mają troje dzieci. Pierwszym ich dzieckiem jest cesarz Naruhito, urodzony 23 lutego 1960 roku w Tokio. Drugim jest książę Akishino (Akishino-no-miya Fumihito Shinnō), urodzony 11 listopada 1965 roku również w Tokio. Najmłodszym dzieckiem jest urodzona 18 kwietnia 1969 księżniczka Sayako (Nori-no-miya Sayako Naishinnō, po ślubie 15 listopada 2005 Sayako Kuroda). Sayako poprzez ślub z urzędnikiem miejskim – osobą niezwiązaną z dworem cesarskim – opuściła rodzinę cesarską i utraciła tytuł, a jej dzieci nie będą miały prawa do tronu.
Następca tronu, książę Naruhito, ożeniony z księżną Masako, ma z nią urodzoną w 2001 roku córkę – księżniczkę Aiko. Od czasu restauracji Meiji prawo w Japonii zabrania objęcia tronu przez kobietę. Narodziny męskiego potomka, bratanka następcy tronu (Hisahito, ur. 6 września 2006), zamknęły debatę w Japonii dotyczącą zmiany (wzmiankowanej w art. 2 konstytucji) ustawy o dworze cesarskim z 1947 pod kątem stworzenia możliwości dziedziczenia tronu przez kobiety.

## Odznaczenia
- Order Chryzantemy – 1951, Japonia
- Wielka Wstęga Kwiatu Paulowni Orderu Wschodzącego Słońca – Japonia
- Wielka Wstęga Orderu Świętego Skarbu – Japonia
- Order Kultury – Japonia
- Łańcuch Orderu Najwyższego Słońca (Królestwo Afganistanu)
- Wielka Gwiazda Odznaki Honorowej za Zasługi dla Republiki Austrii – Austria
- Order Al-Khalifa I klasy – Bahrajn
- Order Leopolda – Belgia
- Wielki Łańcuch Orderu Krzyża Południa – Brazylia
- Łańcuch Orderu Zasługi – Chile
- Wielki Order Króla Tomisława – Chorwacja
- Order Lwa Białego – Czechosłowacja
- Order Słonia – 1953, Dania[21]
- Wielka Wstęga Orderu Nilu – Egipt
- Krzyż Wielki z Łańcuchem Orderu Krzyża Ziemi Maryjnej – Estonia
- Order Salomona – Etiopia
- Chief Commander Legion of Honor – Filipiny
- Order Białej Róży – Finlandia
- Krzyż Wielki Legii Honorowej – Francja
- Wielki Komandor Orderu Republiki Gambii – Gambia
- Krzyż Wielki Orderu Zbawiciela – Grecja
- Order Złotego Runa – Hiszpania
- Łańcuch Orderu Karola III – Hiszpania
- Kawaler Krzyża Wielkiego Orderu Lwa Niderlandzkiego – Holandia
- Order Gwiazdy Indonezji I klasy – Indonezja
- Krzyż Wielki z Łańcuchem Orderu Sokoła Islandzkiego – Islandia
- Order Al-Husajna Ibn Alego – Jordania
- Order Jugosłowiańskiej Gwiazdy – Jugosławia
- Wielka Wstęga Orderu Męstwa – Kamerun
- Łańcuch Orderu Niepodległości – Katar
- Order Złotego Orła (Алтын Қыран ордені) – Kazachstan
- Order Złotego Serca I klasy – Kenia
- Krzyż Wielki Orderu Boyacá – Kolumbia
- Łańcuch Orderu Mubaraka – Kuwejt
- Krzyż Wielki Orderu Gwiazdy Afryki – Liberia
- Wielka Wstęga Orderu Pionierów Liberii – Liberia
- Wielki Krzyż ze Złotym Łańcuchem Orderu Witolda Wielkiego – 2007, Litwa[22]
- Order Domowy Nassauski Lwa Złotego – Luksemburg
- Krzyż Wielki Orderu Trzech Gwiazd – Łotwa
- Wielki Komandor Orderu Lwa – Malawi
- Krzyż Wielki Orderu Narodowego – Mali
- Łańcuch Orderu Orła Azteków – Meksyk
- Order Ojaswi Rajanya – Nepal
- Honorowy Wielki Komandor Orderu Republiki Federalnej – Nigeria
- Stopień Specjalny Krzyża Wielkiego Orderu Zasługi Republiki Federalnej Niemiec – Niemcy
- Krzyż Wielki Orderu Świętego Olafa – Norwegia
- Order Omanu I klasy
- Nishan-e-Pakistan – Pakistan
- Order Manuela Amadora Guerrero – Panama
- Krzyż Wielki Orderu Słońca Peru – Peru
- Order Orła Białego – 2002; Polska[23]
- Wielki Łańcuch Orderu Świętego Jakuba od Miecza – 1993, Portugalia[24]
- Wielki Łańcuch Orderu Infanta Henryka – 1998, Portugalia[24]
- Krzyż Wielki Orderu Dobrej Nadziei – 1995, Republika Południowej Afryki
- Krzyż Wielki Orderu Narodowego Lwa – Senegal
- Order Królewski Serafinów – Szwecja
- Order Rajamitrabhorn – Tajlandia
- Order Domowy Chakri – Tajlandia
- Wielka Wstęga Orderu Chula Chom Klao – Tajlandia
- Order Księcia Jarosława Mądrego I klasy – Ukraina
- Krzyż Wielki z Łańcuchem Orderu Zasługi Republiki Węgierskiej – Węgry
- Order Podwiązki – Wielka Brytania
- Królewski Order Wiktoriański – Wielka Brytania
- Medal Koronacyjny Królowej Elżbiety II – Wielka Brytania
- Order Annuncjaty – Włochy
- Kawaler Krzyża Wielkiego Udekorowany Wielką Wstęgą Orderu Zasługi Republiki Włoskiej – 1982, Włochy[25]
- Krzyż Wielki z Łańcuchem Narodowego Orderu Wybrzeża Kości Słoniowej – WKS
- Wielka Wstęga Narodowego Orderu Lamparta – Zair